# آمانو یاسوکاگه

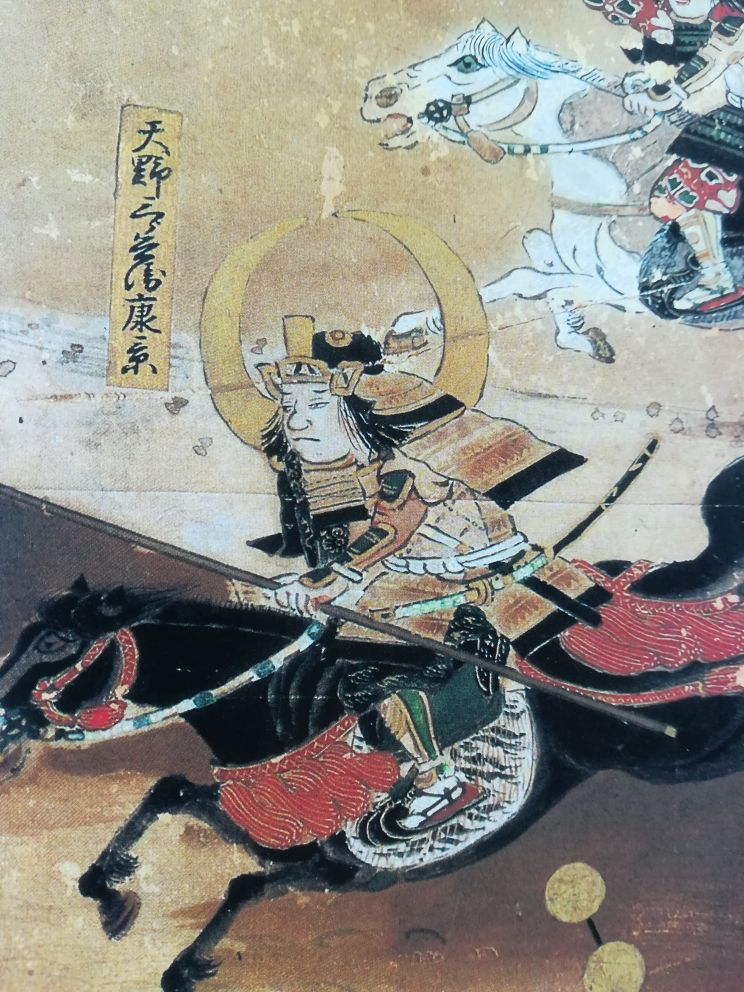
نگاره‌ای از آمانو یاسوکاگه، سامورائی ژاپنی

آمانو یاسوکاگه (به ژاپنی: 天野 康景) (۱۵۳۷–۱۶۱۳) یک سامورائی در دوره سنگوکو و اوایل دوره ادو بود. او در سال ۱۵۷۱ در نبرد میکاتاگاهارا شرکت کرد.